# Sultanats du Deccan
1487/1518–1687
Entités précédentes :
- Bahmanî

Entités suivantes :
- Inde portugaise
- Empire moghol

Les sultanats du Dekkan étaient cinq royaumes musulmans – Ahmadnâgar, Berar, Bîdâr, Bîjâpur et Golkonda - du centre-sud de l'Inde.
Ils étaient situés sur le plateau du Dekkan entre le fleuve Krishna et la chaîne de montagnes des Vindhya. Ces sultanats deviennent indépendants lors de l'effondrement du royaume des Bahmanî en 1518.
Fath-ullah Imad-ul-Mulk fonde la dynastie des Imad Shahi de Berar (1487-1586), Malik Ahmad Nizam-ul-Mulk Bahri celle des Nizam Shahi à Ahmadnâgar (1490-1632). Ce sont des Dakhani de confession sunnite, au contraire des gouverneurs du Sud, chiites et d'origine étrangère : le mamluk Yusuf Âdil Shâh qui fonde à Bîjâpur la puissante dynastie Adil Shahi (1490-1686), qui domine le Deccan occidental et le pays marathe ; à l'est, le gouverneur turkmène du Telangana, Sultan Quli Qutb-ul-Mulk, fonde à Golkonda la dynastie Qutb Shahi (en) (1512-1687). À partir de 1528, après l'effondrement des Bahmanî, Bîdâr devient un cinquième sultanat sous la houlette des Barîd Shâhî, avant d'être absorbé par Bîjâpur en 1609.
Bien que rivaux la plupart du temps (rivalité entre Dakhani sunnites et Afaqis chiites), ils font alliance pour attaquer le royaume de Vijayanâgara en 1565 (bataille de Talikota), entraînant sa chute. En 1510, les Portugais prennent Goa aux Adil Shahi de Bîjâpur.
Les sultanats sont eux-mêmes conquis plus tard par l'Empire moghol, Berâr en 1601, Ahmadnâgar de 1616 à 1632, puis Golkonda et Bîjâpur par Aurangzeb lors de sa campagne de 1686-1687.
Entre 1689 et 1757, les cinq sultanats furent sous influence française. Une part considérable de la côte est indienne, particulièrement la région des Circars, passera au statut de colonie Française, avec Pondichéry comme capitale, à partir de 1695. Entre 1757 et 1761, les Britanniques vont chasser les Français. En 1763, avec le traité de Paris, la France va perdre tous ses protectorats au Deccan, ne conservant que 5 comptoirs minuscules en Inde, dont Pondichéry, et Chandernagor, au Bengale. Entretemps, Madras deviendra le port le plus important du nouvel ensemble colonial britannique, qui instaurera des protectorats sous forme d'États princiers pour la plus grande partie des territoires conquis.
Ils sont le siège d'école de miniatures dites écoles Dekkanî principalement du XVIe au XVIIIe siècle, qui s'épanouissent dans les différentes cours de la région.